# Тескуцинго
Тескуцинго (исп. Tezcutzingo), также: Тецкоцинго (исп. Tetzcotzingo), Тецкоцинко (исп. Tetzcotzinco) или Тешкоцинго (исп. Texcotzingo) — один из первых сохранившихся ботанических садов в Центральной Америке, наряду с садами Монтесумы в Оастепеке. Расположен на территории археологических раскопок в 30 километрах к северо-востоку от центра Мехико.
Тескуцинго располагался рядом со столицей ацтеков Тескоко. Территория сада была оборудована гидротехническими сооружениями, здесь находились летняя резиденция правителя и дома его приближённых. Его также рассматривают как священное, политическое и сельскохозяйственное место.

## История
Ботанический сад был разбит в XV веке по проекту Несауалькойотля, правителя Тескоко. Ацтеки собирали и демонстрировали в этом саду образцы растений и животных, изучали флору и фауну своей империи, выращивали лекарственные растения. Тескуцинго был задуман как место для развлечений с одной стороны, и как подобие рая с другой. Посвящённый богу дождя Тлалоку («Тому, кто заставляет растения расти»), сад воплощал мифы ацтеков через скульптуры богов и через соблюдение священных чисел, таких как число 52.
Гидротехнические сооружения и террасы превратили ранее непригодные для возделывания земли в огороды с тремя главными продуктами питания Америки: кукурузой, бобами и тыквой. Водные пути также использовались для соединения бассейнов, наделённых историческим и мифическим значением, с помощью монолитных скульптур и символических изображений, тем самым подтверждая связь империи ацтеков с мифическими космографиями и предшествующими империями. Одним из ярких примеров является ванна, окруженный тремя лягушками, представляющими три города-государства: Теночитлан, Тескоко и Тлакопан, которые составляли Тройственный союз ацтеков. Ванны на территории Тескуцинго были вырезаны из твердой скалы и окружены пышной растительностью и гидротехническими сооружениями.
Эстетическое влияние мифов, имевших важное значение для культуры ацтеков, нашло отображение в ландшафте Тескуцинго. В саду были помещения для исполнения стихов, пения, танцев и речей. Превращение горы Тескуцинго в произведение искусства и представление о том, что сама гора являлась нерукотворным произведением, поскольку имела особое значение (мифическое или иное) в доколумбовой культуре, классифицирует Тескуцинго как земляное сооружение. Существует также ощутимая связь между идеями искусства, культуры и природы, проявленными в камнях и скульптурах, местной дикой и культурной флоре и дизайне Тескуцинго.

## Галерея

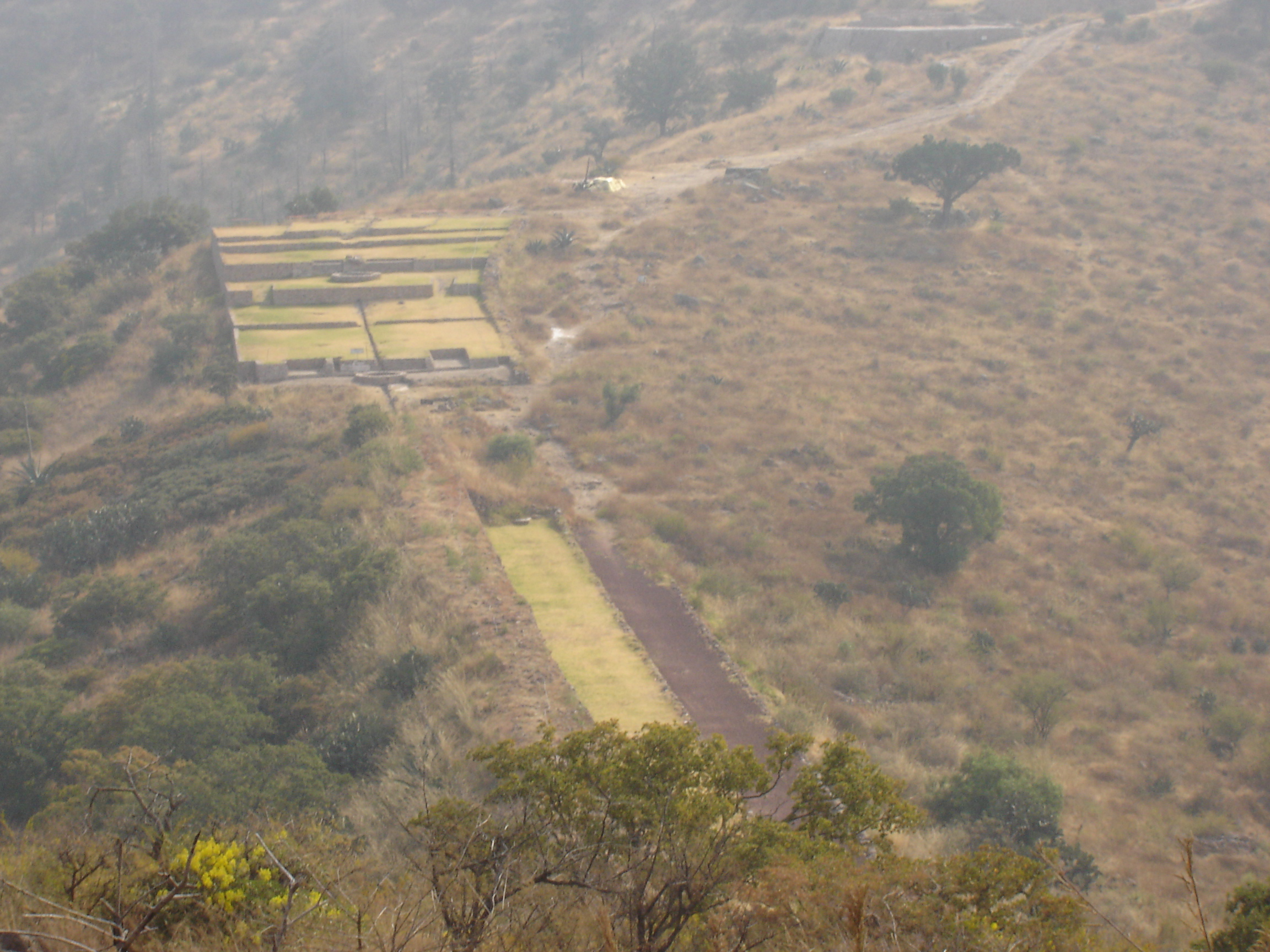
Вид со второго уровня
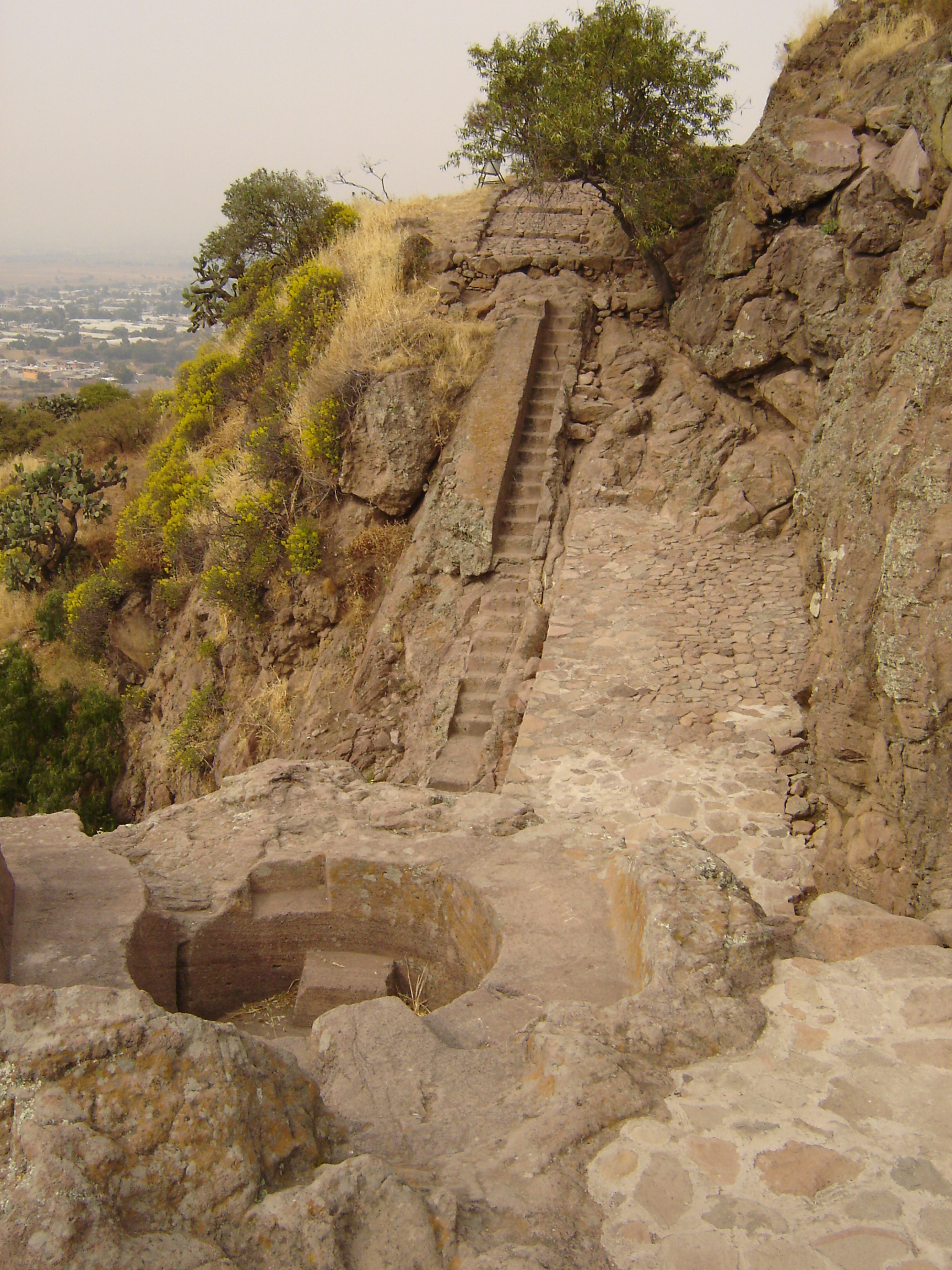
Структура, известная как «эль-Баньо-дель-Рей»
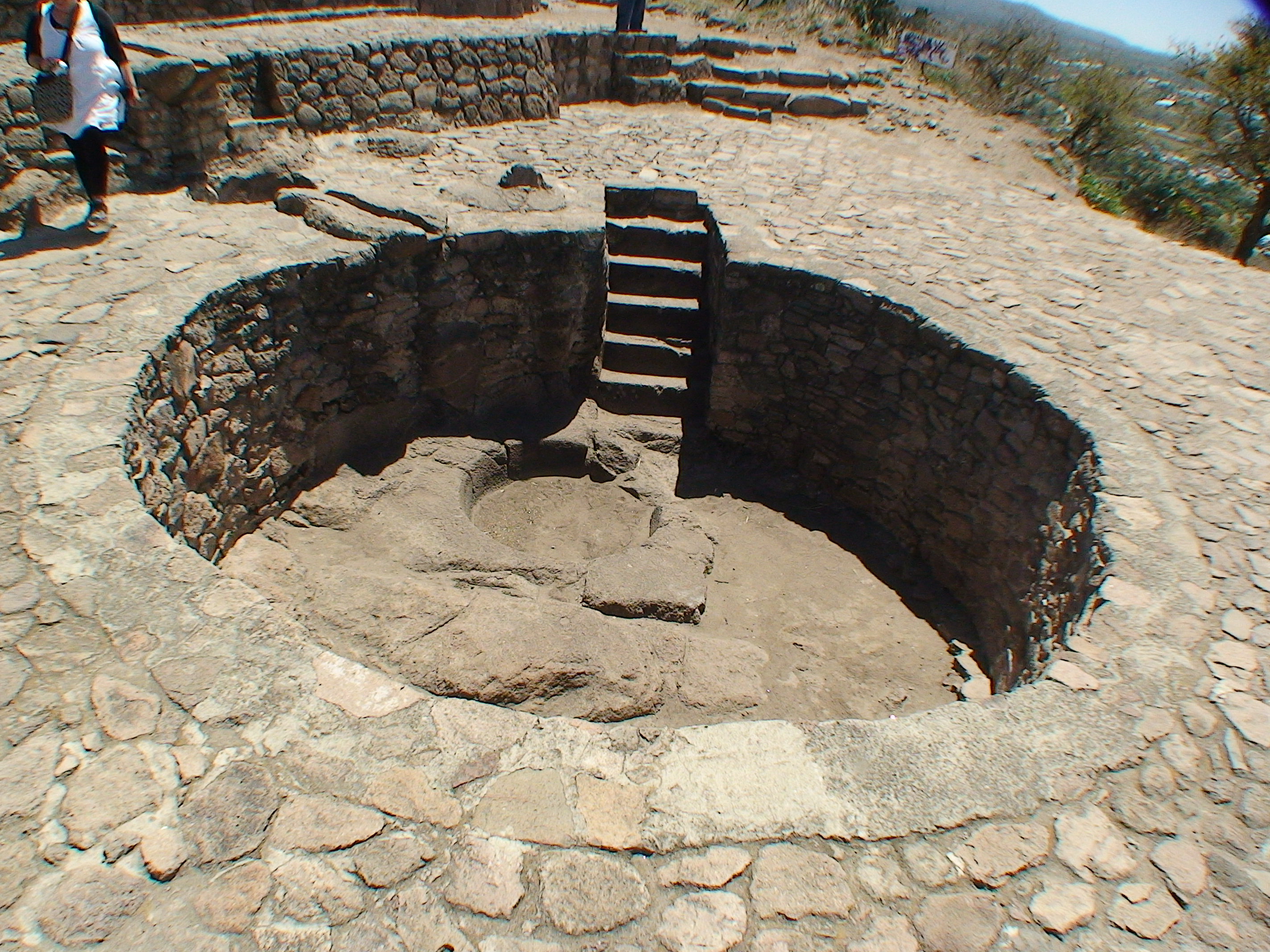
Одна из ванн